# DJ Mustard
DJ Mustard, de son vrai nom Dijon Isaiah McFarlane, né le 5 juin 1990 à Los Angeles, en Californie, est un producteur et disc jockey américain. Durant sa carrière, il travaille notamment avec Kid Ink, Ty Dolla $ign, YG, Tyga ou encore Tinashe. Son nom s'inspire de son goût prononcé pour la moutarde de Dijon ; se prénommant Dijon, il choisit Mustard (« moutarde » en anglais) comme nom de scène. Il s'en amuse même et sort en 2013 une mixtape intitulée Ketchup.

## Biographie
DJ Mustard est né le 5 juin 1990 à Los Angeles, en Californie. Il commence la musique à l'âge de 11 ans, avec son oncle DJ. Il commence à produire des morceaux grâce au logiciel Reason, il crée alors ses propres sonorités, inspirées par les productions de Lil Jon et DJ Luke, couplées à des sonorités typiques de la Bay Area.
DJ Mustard commence à distiller ses productions à ses amis rappeurs de la région de Los Angeles, ainsi son ami d'enfance, le MC de "Bompton" YG est un des premiers à en bénéficier, sur sa mixtape The Real 4Fingaz. Ce dernier fait grandement appel à Mustard sur la mixtape Just Re'd Up, obtenant ainsi leurs premiers succès communs grâce aux morceaux  Patty Cake et Bitches Aint Shit. DJ Mustard produit également des morceaux pour Dom Kennedy et Ty Dolla Sign. Mais le morceau qui va attirer l'attention du grand public est Rack City de Tyga, la chanson est un énorme succès et se classe 7e au Billboard Hot 100, se vendant à quatre millions d'exemplaires,. À l'origine, Rack City était un beat destiné à YG, mais DJ Mustard le confie finalement à Tyga. DJ Mustard devient alors très demandé dans le milieu du rap et il produit plusieurs morceaux pour des poids lourds du milieu comme 2 Chainz, Jeezy et B.O.B., le morceau de 2 Chainz I'm Different devient un succès prouvant que les beat estampillés DJ Mustard sont synonymes de succès. L’engouement suscité par les productions estampillées DJ Mustard ne faiblit pas et il enchaîne les créations à un rythme rarement vu, ainsi lors de l'année 2013 des artistes comme Riff Raff, Nipsey Hussle, Kid Ink, TeeFlii et Will.i.am posent sur les productions du DJ.
En juin 2013, il publie la mixtape intitulée Ketchup ou il produit chaque morceau et fait participer YG, Joe Moses, Ty Dolla Sign, Dom Kennedy, Kid Ink ou encore Casey Veggies. Plus tard en juin, Mustard produit la chanson HeadBand de B.o.B en featuring avec 2 Chainz, publié comme second single de son troisième album Underground Luxury. La chanson atteint la 21e place des Hot RnB/Hip-Hop Songs. Le 17 septembre, DJ Mustard produit la chanson Show Me de Kid Ink en featuring avec Chris Brown, publié sur son nouvel album My Own Lane. Le 18 novembre 2013, DJ Mustard annonce avoir signé Roc Nation et révèle qu'il préparera son premier album studio. Le 18 décembre 2013,il est nommé producteur de l'année par HipHopDX.
En 2014, DJ Mustard enchaîne les signes à succès, ainsi les morceaux My Nigga et Who Do You Love? de YG deviennent disque de platine, I Don't Fuck with You de Big Sean, 2 On de Tinashe, Up Down (Do This All Day) de T-Pain, No Mediocre de T.I. et Don't Tell 'Em de Jeremih. DJ Mustard publie son premier album studio, 10 Summers, totalement produit par ses soins, accompagné d'artistes de ses labels Pushazz Ink, et de poids lourds du rap comme Jeezy, 2 Chainz, Lil Wayne, Fabolous et Big Sean. L'album est très bien accueilli par la critique XXL lui décernant un XL, saluant la variété des productions alliant ratchet music, G-funk, gangsta rap et club banger.
En 2015, DJ Mustard lance son propre label nommé 10 Summers, l'un des premiers membres est le rappeur RJ.

## Style musical
Les productions de DJ Mustard sont considérées « uptempo », généralement 99 BPM, avec une mélodie de base très simple et minimaliste, style qu'il nomme lui-même « ratchet music »,. Mustard utilise les logiciels Reason, FL Studio et Logic Pro ainsi qu'une MPC, pour produire ses chansons,.
Les morceaux produits par DJ Mustard sont reconnaissables grâce à sa signature Mustard On the Beat Ho ! tirée du morceau de YG, I'm Good et présente au début de chaque instrumental signé DJ Mustard. Les sonorités sont aussi très uniques, ainsi Mustard utilise le chant Hey ! à contre temps en fond, des 808 Kick, Hands Claps et Snap Snars, rendant sa musique reconnaissable entre mille.

## Discographie

### Album studio
- 2014 : 10 Summers[19]
- 2019 : Perfect Ten, incluant la chanson Ballin' (avec Roddy Ricch), nommée pour la meilleure performance rap chantée aux Grammy Awards 2020, ce qui en fait la première nomination de Mustard en tant qu'artiste[20],[21].
- 2024 : Faith of a Mustard Seed

### Mixtapes
- 2012 : 4 Hunnid Degreez (feat. YG)
- 2013 : Ketchup
- 2015 : 10 Summers: The Mixtape Vol. 1
- 2016 : Cold Summers
- 2017 : The Ghetto (feat. RJ)

### Singles
- 2014 : Down on Me (feat. Ty Dolla Sign et 2 Chainz)

### Productions
- 2011 : Tyga - Rack City
- 2011 : Tyga - In this Thang
- 2012 : YG - Bitches Aint Shit (feat. Tyga & Nipsey Hussle)
- 2012 : YG - Grindmode (feat. 2 Chainz & Nipsey Hussle)
- 2012 : Tyga - No Luck
- 2012 : Bow Wow - We In Da Club
- 2012 : 2 Chainz  - I'm Different
- 2012 : Young Jeezy - R.I.P (feat. 2 Chainz)
- 2012 : Kid Ink - Last Time
- 2013 : YG - You Broke (feat. Nipsey Hussle)
- 2013 : B.o.B - Headband (feat. 2 Chainz)
- 2013 : Ludacris - Helluva Night
- 2013 : YG - My Nigga (feat. Young Jeezy & Rich Homie Quan)
- 2013 : Ty Dolla Sign - Paranoid (feat. B.o.B)
- 2013 : Kid Ink - Show Me (feat. Chris Brown)
- 2013 : T-Pain - Up Down (Do This All Day) (feat. B.o.B)
- 2013 : will.i.am - Feelin' Myself (feat. French Montana, Miley Cyrus & Wiz Khalifa)
- 2013 : YG - Left Right
- 2013 : Jennifer Lopez - Girls
- 2013 : Trey Songz - Na Na
- 2013 : YG - I'm a Real One
- 2013 : YG - I'm 4rm Bompton
- 2013 : Tyga - Throw It Up
- 2014 : Big Sean - I Don't Fuck With You (feat. E-40)
- 2014 : Tinashe - 2 On (ft. Schoolboy Q)
- 2014 : Tinashe - Fuck with me
- 2014 : Ty Dolla Sign - Or Nah (ft. Wiz Khalifa & The Weeknd)
- 2014 : YG - Who Do You Love? (feat. Drake)
- 2014 : Kid Ink - Main Chick (feat. Chris Brown)
- 2014 : Jason Derulo - Kama Sutra (ft. Kid Ink)
- 2014 : TeeFlii - 24 Hours (feat. 2 Chainz)
- 2014 : Jay Lyriq - Money (ft. Shorty Mack)
- 2014 : Clyde Carson - Bring Em Out
- 2014 : T.I. - No Mediocre (feat. Iggy Azalea)
- 2014 : Mila J - My Main
- 2014 : Kid Ink - Rollin
- 2014 : Wiz Khalifa - You and Your Friends (feat. Snoop Dogg & Ty Dolla $ign)
- 2014 : Jeremih - Don't Tell 'Em (feat. YG)
- 2014 : French Montana - Don't Panic
- 2014 : Fergie -  L.A. Love
- 2014 : Ty Dolla Sign - Childish (feat. Vell)
- 2014 : Omarion - Post To Be (feat. Chris Brown & Jhené Aiko)
- 2015 : Kid Ink - Be Real  (feat. Dej Loaf)
- 2015 : Teeflii - Overdose (feat. Iamsu!)
- 2015 : Kid Ink - About Mine (feat. Trey Songz)
- 2015 : Iamsu! - Nothin Less
- 2015 : Chris Brown & Tyga - Nothin' Like Me (feat. Ty Dolla Sign)
- 2015 : Chris Brown & Tyga - Banjo
- 2015 : Maliibu N Helene - Figure 8
- 2015 : Ty Dolla Sign - Only Right (feat. YG, Joe Moses et TeeCee4800)
- 2015 : Gunplay - Wuzhanindoe (feat. YG)
- 2015 : Joe Moses - Is You Down (feat. Kevin McCall)
- 2015 : Casey Veggies - Actin' Up (feat. Dom Kennedy)
- 2015 : Eric Bellinger - You Can Have The Hoes (feat. Boosie Badazz)
- 2015 : Kid Ink - Lie To Kick It (feat. Ty Dolla Sign & Bricc Baby Shitro)
- 2015 : Kid Ink - That's on You
- 2015 : Kid Ink - Same Day
- 2015 : Kid Ink - Real Recognize
- 2015 : Kid Ink - Rewind (feat. Akon)
- 2015 : Kid Ink - Promises (feat. Fetty Wap)
- 2015 : Kid Ink - Bunny Ranch
- 2015 : Kid Ink - Bank
- 2015 : Nelly - The Fix (feat. Jeremih)
- 2015 : Trey Songz - Stuck
- 2015 : Ty Dolla Sign - Saved (feat. E-40)
- 2016 : Rihanna - Needed Me
- 2016 : DJ Mustard - Whole Lotta Lovin' (feat. Travis Scott)
- 2016 : Britney Spears - Mood Ring
- 2019 : Tyga - Legendary
- 2019 : Polo G - Heartless
- 2024 : Kendrick Lamar - Not Like Us
- 2024 : Kendrick Lamar - hey now (feat. Dody6)
- 2024 : Kendrick Lamar - tv off (feat. Lefty Gunplay)

## Récompenses et nominations

### BET Hip Hop awards
| Année | Travail nommé | Récompense             | Résultat   |
| ----- | ------------- | ---------------------- | ---------- |
| 2014  | Lui-même      | DJ de l'année          | Lauréat    |
| 2014  | Lui-même      | Producteur de l'année  | Lauréat    |
| 2014  | Lui-même      | MVP hip-hop de l'année | Lauréat    |
| 2014  | My Nigga      | Chanson de l'année     | Lauréat    |
| 2014  | My Nigga      | Best Club Banger       | Nomination |